# La nave fantasma (album)
La nave fantasma è il primo album in studio del rapper italiano Mostro, pubblicato il 10 marzo 2014 dalla Honiro Label.

## Descrizione
Prodotto interamente da Yoshimitsu, che aveva già conosciuto nel 2012 quando parteciparono, insieme a Nick Sick, alla realizzazione del mixtape Tre stronzi mixtape degli Ill Movement, il disco è stato lanciato da tre brani accompagnati da videoclip, ossia 24 carati, Madò regà e La mia Rihanna. In quest'album sono inoltre presenti le partecipazioni vocali di Lowlow, Sercho, Skunk e Luca J.

## Tracce
1. Il figlio del diavolo
2. 24 carati
3. Tecnicamente sto una bomba (feat. Skunk)
4. Bulli della nuova scuola
5. Premio Nobel
6. Ricco e famoso (feat. Lowlow)
7. Memorie di uno sconfitto
8. Non perderò (feat. Sercho)
9. Nave fantasma (feat. Luca J)
10. Madò regà
11. Gatto nero
12. La mia Rihanna
13. Imparerai da me (feat. Lowlow)
14. Bevi con me

## Classifiche
| Classifica (2014) | Posizione massima |
| ----------------- | ----------------- |
| Italia            | 35                |